# Filtraciones y violación de los derechos de autor a las obras de Madonna

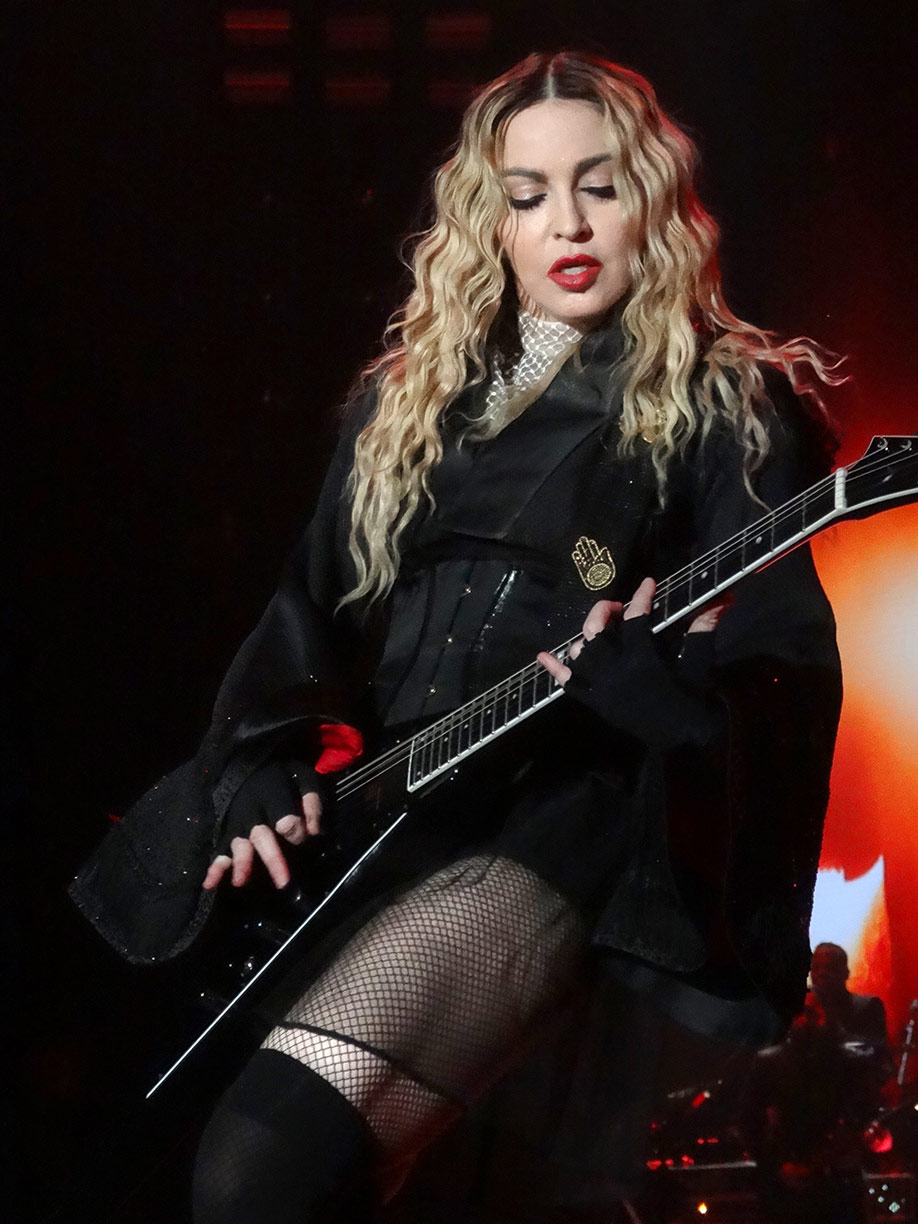
Madonna durante la realización del Rebel Heart Tour en 2015.

La obra de Madonna, artista y empresaria estadounidense, como cualquier otro cantante, ha sufrido de filtraciones o infracción de derechos de autor a lo largo de su carrera. No obstante, el caso particular de la intérprete ha despertado un interés mediático y estadístico diferente, a tal punto de ser considerada la artista más afectada según el autor Matthew Rettenmund en la Encyclopedia Madonnica. Una investigación hecha por la Federación Internacional de la Industria Fonográfica (IFPI) dio como resultado que Madonna es la artista más pirateada. El periodista musical Paul Cashmere la denominó como «Queen of Leakage». Es de los cantantes que pierden millones por regalías cada día a causa de la piratería. También se tiene conocimiento que la distribución ilegal de su música supera a la obtenida en la distribución tradicional.
Los antecedentes pueden variar, según el medio que se cite, además que existen diversas formas: desde recreaciones de materiales para luego ser vendidos a los consumidores, pasando por las remezclas no autorizadas y descargas ilegales en línea por citar ejemplos. Entre los casos más relevantes está la filtración total del álbum Music antes de su publicación oficial en septiembre del 2000. La artista amenazó a Napster de tomar medidas legales. En 2003, su álbum American Life se publicó para su descarga completa luego de que un hacker tomara control de la página oficial de la artista por 15 horas. En 2014, el que se convertiría en su decimotercer álbum de estudio, Rebel Heart sufrió una serie inesperada de filtraciones meses antes de que se publicara. Esto provocó un lanzamiento acelerado del disco y una persecución internacional por parte del FBI quien gracias a Lahav 433, una organización paraguas lograron arrestar a un hombre israelí. Este último caso se convirtió en el más mediático, tras ser catalogado por medios como Rolling Stone o Jenesaispop «sin precedentes» y «mesiánico».
La situación de Madonna ha dado origen a comentarios y análisis para determinar la situación de crisis en la industria musical a causa de la piratería. Por su parte, Madonna ha dado respuesta a la serie de infracción de los derechos de autor sobre su obra a través de campañas o mensajes en las redes sociales. Asimismo, la BBC consideró de ella el nombre más grande en la lucha en curso sobre la protección de los derechos de autor de música en Internet.

## Trasfondo

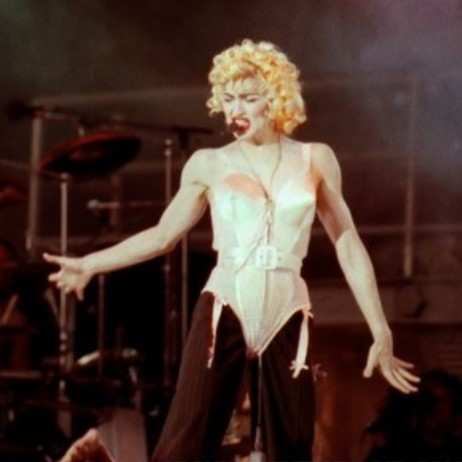
Madonna en 1990. Década donde se empezó a intensificar la violación a los derechos de autor de la artista.

Por definición, la piratería o el copyright es la reproducción y distribución de copias de obras protegidas por el derecho de autor sin su consentimiento. La Oficina de Publicaciones del Gobierno de los Estados Unidos ejemplificó el término con Madonna: «Si un criminal copia un CD de Madonna y lo vende, sin ningún intento de hacer que parezca como el original, está violando las protecciones de derechos de autor de ella y cometiendo un acto de piratería».
Bruce Baron, historiador de Madonna publicó en 1999 el artículo «Madonna – From Genesis to Revelations» en la revista Goldmine donde explicó en la sección «Falsos profetas» que la demanda de material inédito sobre la artista ha crecido desde los últimos años. Dijo que no tienen nada que ver con ella, ya que son materiales piratas. El autor de referencia expresó que en muchos casos, la calidad y contenido es bastante diverso. Baron apuntó que los materiales provienen de países tan dispares como México, China, Bulgaria, Rusia o Ucrania. Además, se han vuelto populares la venta ilegal de álbumes de grandes éxitos cada vez que la artista publica algo. La mayoría del material, se logra vender gracias a las fotos exclusivas. Sin embargo, estas copias ilegales representan una pérdida anual de millones de dólares. Linda Tai de la Universidad Loyola Marymount escribió que en Hong Kong por ejemplo, en la venta de discos compactos el audio es claro y puro como las grabaciones originales pero las carátulas son falsas y contienen con frecuencia errores ortográficos: por ejemplo, en un CD de Madonna se puede leer «Crzy for You», «Marerial Girl» o «Jastify My Love».
Otra de las formas de piratería, es el poner el nombre de algún famoso productor y distribuirlos como una versión remezclada «oficial» de la canción, ya que dan una imagen de calidad al consumidor. Uno de los motivos es cuando existen rumores de la publicación de un disco de remezcla por parte de Madonna que finalmente es cancelado. Baron explica que existen ocasiones en que algunas versiones pudieron haber sido hechas por personajes relevantes, pero eso no quiere decir que sean «oficiales». Bruce Baron también puso de ejemplo la confusión en torno a algunos proyectos inspirados en Madonna pues sirven para vender estos materiales. Él citó a «In the Closet» de Michael Jackson para su álbum Dangerous donde fue planeada para ser una colaboración entre ambos artistas. También citó «If Madonna Calls» de Junior Vasquez donde muchos pensaron que tenía la voz de la cantante que grabó un contestador automático. Esto dio como resultado según Baron, que muchos consumidores se precipitaran y compraran estos discos. También hay discos que son vendidos por coleccionistas como una «rareza», cuando realmente no tienen ningún valor.

## Reportes
Aunque todos los artistas pueden sufrir de filtraciones o infracción de derechos de autor, el caso de Madonna ha despertado un interés único en los medios y datos estadísticos alarmantes. El periodista musical Paul Cashmere la denominó como «Queen of Leakage». Matthew Rettenmund en su libro Encyclopedia Madonnica apuntó que desde la canción «Frozen» (1998), se ha convertido en el músico más afectado en toda la historia. De hecho, la Federación Internacional de la Industria Fonográfica (IFPI) en una investigación llevada a cabo en el 2001, concluyó que Madonna era la artista más pirateada. Además, es de los cantantes que más pierden millones en regalías cada día.
En 1985, Nesuhi Ertegün dio un reporte que durante un viaje que hizo en Taiwán, la WEA en ese país informó ventas de 10 000 copias legales de un álbum de Madonna, pero que el mínimo de copias vendidas a través de la piratería eran de 300 000 ejemplares. Durante el eminente problema que tuvo el lanzamiento del álbum American Life, Salvador Aragón del IE Business School dijo que «la distribución ilegal de su música superaba a la obtenida en la distribución tradicional». Una cifra que podemos ver como comparación es la del álbum Rebel Heart que tuvo más de 20 millones de descargas ilegales durante el 2015, siendo uno de los cuatro álbumes más pirateados del año.

## Historial de hechos relevantes

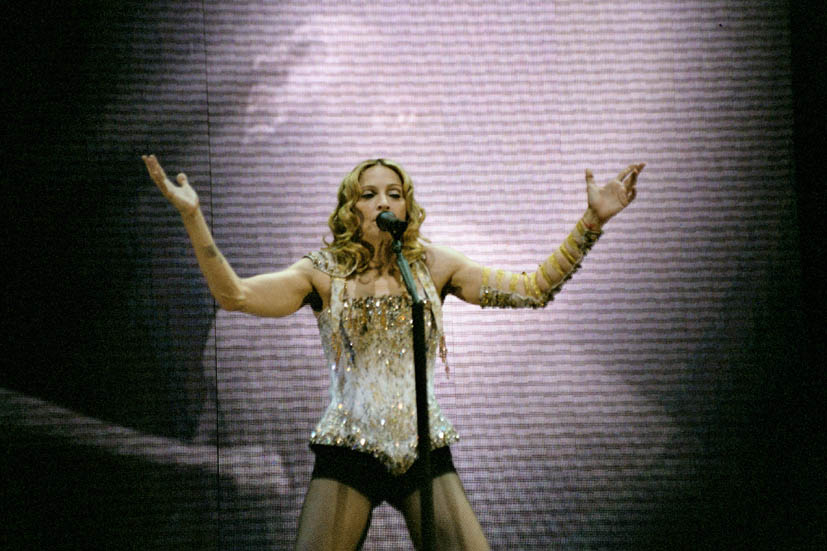
Madonna interpretando «Frozen» en el Re-Invention Tour. Es considerada la primera canción filtrada de la artista en el Internet.

El 23 de enero de 1998, la canción «Frozen» fue filtrada por fanáticos de la artista, después de debutar en la radio en Singapur y ser posteada finalmente en el Internet. Poco después, se filtró una versión remezclada del tema que había aparecido en un programa de la BBC. Apenas dos años más tarde, en el lanzamiento del álbum Music, la canción homónima se filtró a través de Napster meses antes de ser publicada de manera oficial. Más tarde, el disco completo fue filtrado en esa misma plataforma, en agosto, un mes antes de que se publicara el álbum. En 2003, la canción de «American Life» se filtró en línea un día antes del lanzamiento oficial. Madonna respondió a estas filtraciones inundando a varios servidores de uno-a-uno como Kazaa. Sin embargo, un hacker respondió a la artista e hizo una alteración de portada en el sitio Madonna.com con el texto «This is what the fuck I think I'm doing». Como consecuencia, la página de la cantante estuvo en manos del hacker durante unas 15 horas aproximadamente donde puso a disposición de los internautas el álbum completo de Madonna para su descarga gratuita en MP3. En Francia, la empresa Virgin Mega fue acusada de descargar ilegalmente el tema «Hung Up» y revenderla en su propia página web aun sin tener los derechos de Warner Music Group.
En 2007, durante el desarrollo de su álbum que se llamaría posteriormente Hard Candy se filtraron las canciones «Beat Goes On» y «Candy Shop» en páginas web como Putfile. En 2008, un día antes del lanzamiento oficial del álbum, la mayoría de las canciones se habían filtrado. Antes de que la década del 2000 finalizara, la canción «Celebration» se filtró en Internet en junio de 2009. Ese mismo año, un grupo de fanáticos chilenos grabaron el concierto del Sticky & Sweet Tour para venderlo a través de su página web. La promotora Time For Fun denunció de piratería al grupo de fanes.
En 2010, se filtró una canción inédita del álbum Celebration llamada «Broken» y «Animal», tema descartado para Hard Candy. En noviembre de 2011, un demo de la canción «Give Me All Your Luvin'» fue filtrado un año antes de que se publicase de forma oficial. Un mes después, se filtraron los temas inéditos «Run» y «Latte». En 2013, se filtraron los backdrops (fondos de pantalla) de los temas «Gang Bang» y «Cyber-Raga», ambas del MDNA Tour. El 28 de noviembre del 2014, se filtraron las canciones «Rebel Heart» y «Wash All Over Me». El 17 de diciembre del mismo año, se filtraron un total de 13 canciones del que sería su álbum Rebel Heart. Las filtraciones continuaron con 14 muestras más siendo reveladas entre diciembre 23 al 27. Ese mismo año, fueron filtrados varios demos de las canciones del álbum Erotica a través de SoundCloud. En 2015 se filtraron un total de 25 vídeos inéditos de Madonna con las tomas falsas, secuencias descartadas así como las grabaciones de sus giras y otros vídeos como «Hollywood», «Hung Up», «Vogue» y «Rain».
En otros ejemplos, encontramos la filtración de las fotos de boda entre Madonna y Sean Penn (valoradas en más de 11 millones de dólares), así como la sesión de fotos para la firma de moda Dolce & Gabbana en 2010. Muchos setlists de sus giras han sido filtradas, como el Sticky & Sweet Tour, The MDNA Tour, o el Rebel Heart Tour. Con el tiempo, se han filtrado tomas descartadas de películas como Buscando desesperadamente a Susan y su libro Sex, así como el guion de W.E.. En hechos más aislados pero siempre relacionados con Madonna, podemos ver la filtración de la versión de «Vogue» que Rihanna hizo, así como el setlist del episodio The Power of Madonna por la serie Glee.

### Contrarrespuestas de Madonna
En el 2000, Madonna junto a la compañía Warner Bros. Records amenazaron con demandar a Napster por la publicación de archivos ilegales sobre su obra Music. Durante la era American Life en 2003, como medida de prevención y en contraataque a las filtraciones del material antes y después de su lanzamiento, Madonna y su equipo de representantes publicaron en varios servidores uno-a-uno versiones falsas de las canciones del disco que contenían únicamente una secuencia con la voz de la artista que decía: «What the fuck do you think you are doing?» —en español: «¿Qué demonios crees que estás haciendo?»— seguido de minutos de silencio.
Tras sufrir filtraciones de maquetas aun sin terminar el que sería su álbum, Rebel Heart, Madonna lanzó un adelanto de seis canciones en iTunes, casi por obligación para detener los ataques cibernéticos. Esta estretegia le permitió establecer un récord en la plataforma, al ser la artista en ocupar las primeras seis casillas en la mayor cantidad de países: 49 en total. Tan solo «Living for Love» pudo estar en el puesto número uno en 90 naciones. Este logro fue alabado por los medios en general, dada las circunstancias en el que se planeó: Madonna trabajó 72 horas seguidas contrarreloj por lanzarlas en temporada navideña cuando el personal de la Apple estaba a punto de tomarse vacaciones.

## Medidas de prevención y contribuciones de Madonna

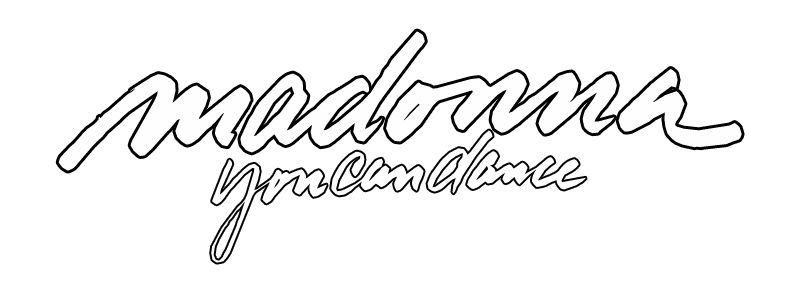
Letras del logo del álbum You Can Dance que se inspiró como respuesta de la artista por la reproducción de remezclas no autorizadas por la cantante.

Según una nota del Executive Intelligence Review (EIR) en 1995, el político Mickey Kantor hizo pagar a China aranceles del 100 % en una lista de bienes por un valor de 1 080 millones de dólares con el fin de proteger a Madonna y la industria de Hollywood así a Microsoft. Óscar García Blesa en su libro Cintas de cassette. La cara B de la música (2012) escribió: «Una de las primeras medidas que se adoptaron fue prescindir unilaterlamente el envío de copias promocionales a los medios de comunicación. Si, imagino que esta medida prevenía a la industria musical de posibles acciones organizadas, quienes tentados por irresistibles ofertas venderían a mafias organizadas la copia digital del último máster de Madonna». La revista Billboard dijo que con el lanzamiento de American Life, no se enviaron ninguna muestra a los periodistas. En cambio, se pidió a los periodistas que escucharan el disco en la oficina del publicista de Madonna. En general, la BBC dijo que Madonna es el nombre más grande en la lucha en curso sobre la protección de los derechos de autor de música en Internet.
En 1987, Madonna publicó su primer recopilatorio y el primero en formato de remezclas, llamado You Can Dance. El trasfondo era porque a la cantante no le gustaba cuando las personas hacían remezclas de sus grabaciones. Este proceso es parte de la piratería según el historiador de Madonna, Bruce Baron. En 2002, se unió junto a una lista de 89 artistas en una campaña contra la piratería. En 2007, Madonna firmó un contrato sin precedentes de 120 millones de dólares (la mayor firma para una artista femenina) con Live Nation para dar control de su música, libros, películas, merchandising y conciertos. Este contrato de la cantante, denominado como un movimiento pionero en la industria musical, es una respuesta al cambio paradigmático que ha sufrido los negocios musicales a causa de la piratería.
En 2013, publicó su cortometraje secretprojectrevolution, que llevaba como mensaje, la libertad de expresión en el Internet. Para ello utilizó la plataforma BitTorrent con el beneficio del BitTorrent Bundles donde los usuarios tenían tres opciones: descargar el contenido de forma gratuita, registrarse o utilizar una cuenta premium. La iniciativa de Madonna fue seguida después por artistas como Lady Gaga.
En 2015, Madonna se unió junto a una docena de artistas, entre ellos Beyoncé, Rihanna, Nicki Minaj, Kanye West y Jay Z para formar una plataforma de música de emisión continua llamada Tidal. Uno de los objetivos de la empresa, además de combatir la piratería, es hacer frente directa o indirectamente a las plataformas como Spotify, YouTube o Shazam en cuanto al streaming de audio, vídeo y reconocimiento de canciones respectivamente y frenar la crisis en la industria musical. Tras el incidente con la filtración de su álbum Rebel Heart y el ciberataque a Sony Pictures en 2014, Madonna hizo el siguiente planteamiento:

Hay que volver a pensar el enfoque a la hora de hacer música, cómo enviar y recibir la información de la gente con la que trabajas, cómo trabajar en un ambiente más seguro. Es alarmante. Alarmante, porque ¿qué podemos hacer como artistas? Solo queremos terminar de escribir nuestro libro o de editar nuestra película, queremos terminar de componer o producir nuestra música. La gente necesita el arte, nosotros necesitamos estar inspirados, necesitamos escuchar los discos de la gente y ver las películas de la gente. ¿Por qué destruir el proceso de la gente creativa? Va a afectar a todo el mundo.

Madonna también dijo que fue algo que la ha forzado a reconsiderar sus prácticas laborales. El incidente la llevó a asegurar su computadora portátil, unidades de disco duro y la desactivación de su modo Wi-Fi. Guy Oseary, mánager de la cantante comentó al respecto: «Claramente, ahora tenemos más experiencia en lo que hay que hacer y lo que no hay que hacer en el futuro».
Tras una intensa búsqueda internacional, el FBI junto con la colaboración de Lahav 433, una organización paraguas para combatir el crimen en Israel, setenciaron a 14 meses de prisión a Adi Lederman. Se le acusó en el tribunal de magistrado israelí por cuatro cargos de violación a los derechos de autor tras haber filtrado por completo la edición de lujo del álbum Rebel Heart y acceder sin autorización al ordenador de Madonna. También se reveló que él había filtrado la muestra de «Give Me All Your Luvin'», perteneciente al álbum MDNA. Madonna agradeció a la policía israelí y recalcó: «La invasión de mi vida sigue siendo una experiencia profundamente dañina y devastadora».

## Análisis
La situación de Madonna ha despertado un caso de interés único. Muchos expertos en el tema han dado sus opiniones y análisis. Como preámbulo, el equipo de redacción del sitio Jenesaispop dijo que lleva arrastrando el problema de las filtraciones desde que existe el Internet. Enric Zapatero del sitio Cromosoma X dijo que no es de extrañar que los insider de la artista siempre le están filtrando todos los datos.
Madonna ha utilizado el Internet con varios própositos y para el 2003, se tenía el precedente que controlaba la distribución de su música en línea. Por ejemplo, en el lanzamiento de la canción «American Life» ofreció a 1,49 dólares, la descarga legal del tema a través de su página web y los sitios Pressplay, MusicNet en AOL y Rhapsody de Listen.com. Michael Robertson vio beneficios en el uso del Internet y del formato MP3. Él comentó: «Si eres Madonna o las Spice Girls, la industria musical te sirve muy bien y ganas mucho dinero como funcionan las cosas ahora». Steve Grady, mánager de Vivendi dijo que «la experiencia musical en línea trata sobre la flexibilidad, y eso es lo que las personas realmente aprecian sobre Madonna».
Varios «piratas» recrearon el insulto que Madonna hizo para algunas plataformas uno-a-uno durante la era de American Life en versiones de hip hop, jazz o hard rock como forma de parodiar a la cantante. Salvador Aragón del IE Business School lo comparó como una paradoja de la innovación. Aragón explica que con este ejemplo, otra lección aprendida es que la piratería que nace fuera de los mercados establecidos, puede terminar legitimándose y expandiendo los antiguos mercados. Para entonces, Jon Healey de Los Angeles Times dijo que tal «situación refleja las complejidades que enfrenta la industria de la música, ya que trata de separar a los aficionados a la música de los servicios piratas».

### Reacciones

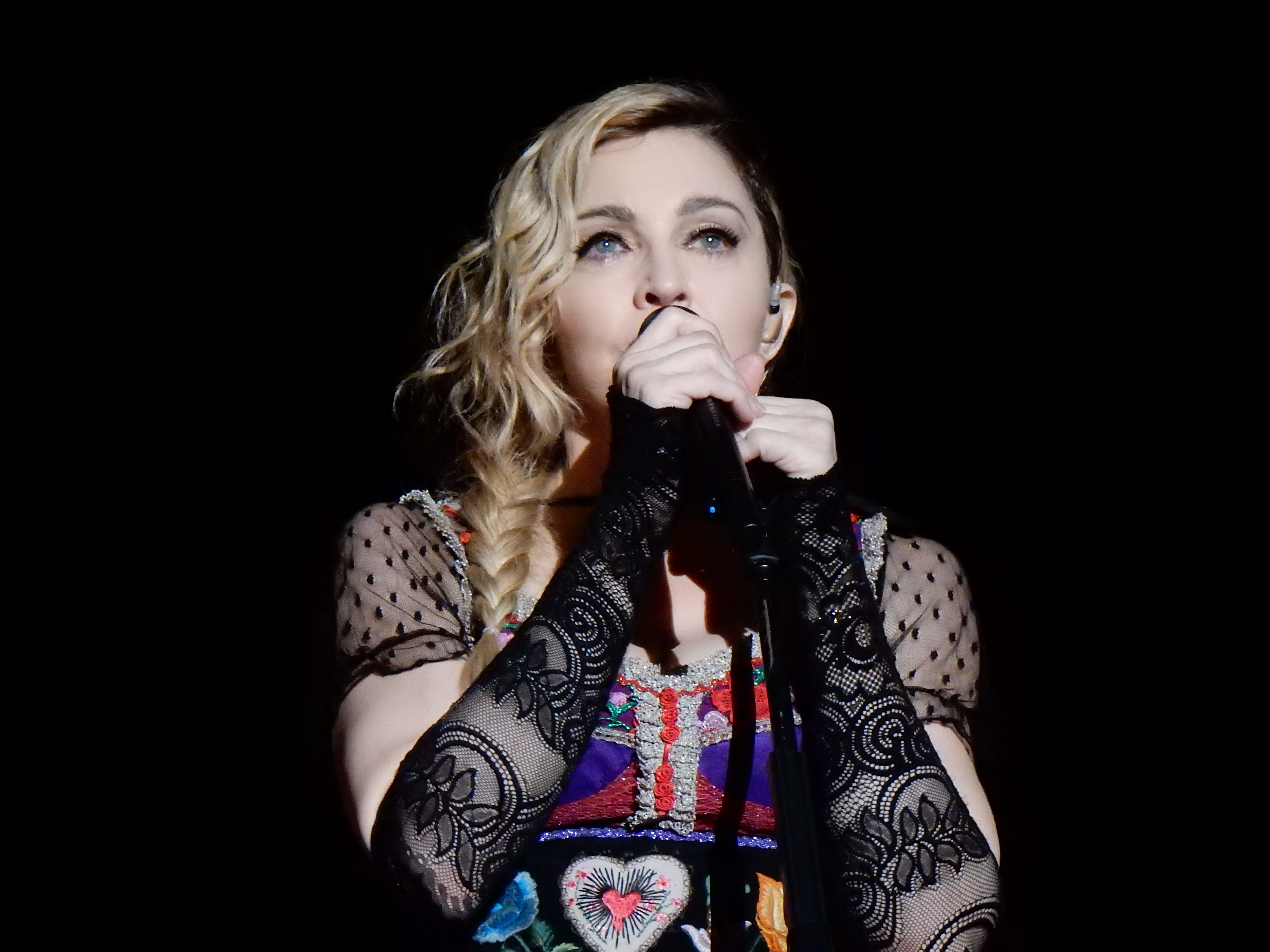
Madonna durante el Rebel Heart Tour promocionando el álbum Rebel Heart.

Peter Buckley (OBE FBA) explicó que a pesar de haber tenido problemas con la infracción de derechos de autor, el álbum Music se vendió fenomenalmente bien, lo que aseguró que Madonna ha permanecido muy bien a través del tiempo.
Alexis Petridis de The Guardian comentó que la aparición de las grabaciones sin finalizar de Rebel Heart «es la última de una serie de filtraciones de música notoria a pesar de las medidas de seguridad, más severas que nunca, por parte de las compañías discográficas». El caso de este disco fue de escrutinio entre los medios de comunicación. La revista Rolling Stone en su versión argentina, dijo que era una filatración sin precedentes. Jordi Bardají de Jenesaispop de manera similar se refirió a este hecho como «una mesiánica filtración». El equipo de redacción de ese sitio dijo que era «el camino más  surrealista de la historia hacia un disco». Agustín Gómez Cascales de la publicación Shangay Express explica que la intérprete ha vuelto a hacer historia porque «nunca antes una estrella pop había logrado que repercutieran positivamente en su carrera, errores incontrolables que habrían hundido la carrera de cualquier otra».
En análisis con comentarios menos favorables, Zapatero dijo que muchos pusieron en duda el hackeo del álbum Rebel Heart. Él dijo que es posible que «Rebel Heart y sus demos hayan sido robadas ilegalmente, pero Madonna debe seguir teniendo cuidado, ya que todas las filtraciones que lleva sufriendo durante hace más de una década no provienen de la misma persona y no siempre se trata de hackeos». Zapatero terminó diciendo: «Quizá si diera más libertad a la hora de compartir sus descartes y demos no se generaría esa economía sumergida en la que los fanes intercambian demos, temas unreleased, fotos inéditas por dinero u otras cosas. Si lo hiciste con "Your Honesty" en plena desesperación en 2003, podrías hacerlo ahora con un bonito pack recopilatorio y matarías muchos pájaros de un tiro, Madonna». Al contrario de Zapatero, Sebas Alonso de Jenesaispop dijo que es curioso que mucha gente pueda pensar que la filtración es una estrategia de márketing, porque como tal no podría ser más penosa.
Jon Healey de Los Angeles Times mencionó que la estrategia de Madonna para prevenir las descargas ilegales de su álbum American Life despertó incertidumbre entre el público y las compañías de distribución legal de servidores en línea. El autor Matt Mason en el libro The Pirate’s Dilemma (2009), dijo que esta fue un truco de publicidad por parte de la artista, una de las mujeres más inteligentes en la música, pero resultó ser uno de los mayores errores de su carrera. Manson afirmó que hackers, remezcladores y activistas empezaron a movilizarse en contra de Madonna, esta vez como una niña de la industria musical en la descarga de música.
El bulo que creó Madonna en respuesta a las filtraciones de American Life fue un punto que ella no había anticipado cómo los piratas y los hacktivistas podían manipular su mensaje. De manera viralizada se empezó a crear para los clubes y estaciones de radio alrededor del mundo, remezclas del mensaje, conocido para entonces con la alternativa de «WTF». El sitio Dmusic.com lanzó un concurso para encontrar la mejor remezcla, como recompensa el ganador podía obtener una camiseta con la palabra «Boycott RIAA». Al final, quince de las mejores remezclas fueron compiladas y, se publicó a través de un sello discográfico independiente el álbum Hackers Have Field Day With Madonna Decoy. El hacker que tomó posesión de la página oficial de la artista dejó un mensaje a Madonna, a la industria de la música y a todos los demás que amenazan la cultura libre. De este acontecimiento, Manson dijo:

La remezcla es una de las fuerzas más poderosas de la cultura popular hoy día. Hay muchas ideas que consideramos innovaciones original pero son en realidad, versiones de la idea de otra persona. El Antiguo Testamento (Eclesiastés) dice: «Lo que fue, eso será, y lo que se hizo, eso se hará; no hay nada nuevo bajo el sol».